# Centro de Educação Superior Norte
Atualmente denominados UFSM Campus Frederico Westphalen e UFSM Campus Palmeira das Missões, a nona unidade universitária da Universidade Federal de Santa Maria - UFSM iniciou suas atividades letivas em 2006. Na sua história, fruto do projeto  REUNI, a UFSM expande suas atividades e cria o Centro de Educação Superior Norte-RS (CESNORS) com o objetivo de promover a interiorização do Ensino Superior gratuito e de qualidade, buscando impulsionar o desenvolvimento da região norte do estado do Rio Grande do Sul, no Brasil. 
O sistema de ingresso utiliza o SISU

## Contato
UFSM Campus Frederico Westphalen - Linha Sete de Setembro, s/n, BR 386, km 40, Frederico Westphalen - RS - CEP 98400-000. Tel.: +55 (55) 3744-8964.
UFSM Campus Palmeira das Missões - Av. Independência, nº 3751, Bairro Vista Alegre, Palmeira das Missões - RS, CEP: 98300-000. Tel.: +55 (55) 3742-8800.

## Cursos
| Graduação - Frederico Westphalen - Agronomia - Comunicação Social - Relações Públicas - Comunicação Social - Jornalismo - Engenharia Ambiental - Engenharia Florestal - Sistemas de Informação | Graduação - Palmeira das Missões - Administração Bacharelado (Noturno/Diurno) - Ciências Biológicas - Licenciatura - Ciências Econômicas - Enfermagem - Nutrição - Zootecnia |

| Pós-Graduação - Frederico Wesphalen - Mestrado em Agronomia - Gestão de Organização Pública em Saúde - EAD |